# Vexillum venustum
Vexillum venustum is een slakkensoort uit de familie van de Costellariidae. De wetenschappelijke naam van de soort is voor het eerst geldig gepubliceerd in 1978 door Sarasúa.